# Первый заговор Катилины

Цицерон обличает Катилину. Картина Чезаре Маккари

Пе́рвый за́говор Катили́ны — попытка группы римских аристократов захватить власть в Республике, описанная в сообщениях нескольких античных авторов. Её датируют рубежом 66 и 65 годов до н. э., к участникам заговора причисляют Луция Сергия Катилину, Марка Лициния Красса, Гая Юлия Цезаря. Современные исследователи полагают, что такого заговора никогда не было: он мог быть придуман позже врагами Катилины и Второго триумвирата, в числе которых был Марк Туллий Цицерон.

## Сообщения о заговоре
Римский патриций Луций Сергий Катилина, известный как человек жестокий, распутный и алчный, в 60-х годах до н. э. попытался сделать политическую карьеру, но четырежды потерпел поражение в борьбе за консулат. Тогда он составил заговор с целью захвата власти. В конце 63 года до н. э. заговорщиков разоблачил Марк Туллий Цицерон, Катилина бежал из Рима и поднял мятеж, но погиб в сражении при Пистории. Некоторые античные авторы утверждают, что первую попытку захватить власть он предпринял ещё раньше, на рубеже 66 и 65 годов до н. э. Тогда Луций Сергий, не допущенный к консульским выборам, находился под угрозой судебного преследования, а избранные консулами Публий Автроний Пет и Публий Корнелий Сулла были лишены должностей из-за массового подкупа избирателей.
Сохранившиеся данные о заговоре довольно противоречивы. Согласно Саллюстию, Катилина и Пет решили 1 января 65 года до н. э. убить на Капитолии консулов Луция Аврелия Котту и Луция Манлия Торквата сразу после того, как те вступят в должность, захватить фасции и стать консулами, а своего союзника Гнея Кальпурния Пизона («знатного молодого человека необычайной наглости, обнищавшего, властолюбивого») направить в Испанию, чтобы он установил контроль над этим регионом. Согласно Цицерону, планировалась ещё и резня сенаторов-оптиматов. По другим данным, консулами должны были стать Пет и Сулла. Светоний, рассказывая о заговоре, вообще не упоминает Катилину: по его словам, планировалось установить на время диктатуру с Марком Лицинием Крассом в роли диктатора и Гаем Юлием Цезарем в роли начальника конницы, после чего Сулла и Пет получили бы консулат.
В любом случае заговорщики так и не начали действовать. Их замысел был раскрыт, к Торквату и Котте приставили охрану, поэтому переворот перенесли на начало февраля. В намеченный день Катилина даже подал знак к началу резни, но сделал это слишком рано — когда его вооружённые сторонники только начали собираться. Поэтому о заговоре предпочли забыть. Сенат решил было принять постановление против замешанных в этом лиц, но один из народных трибунов, чьё имя неизвестно, наложил вето, и в результате заговорщики остались безнаказанными. Пизона даже отправили в Испанию с полномочиями наместника.
Отсутствие последствий заставляет многих историков полагать, что никакого «первого заговора Катилины» не было, либо что эта история раздута в тенденциозных источниках. Другие факторы, привлекающие внимание исследователей, — слишком слабая мотивация для Луция Сергия, неправдоподобность затеи захватить власть с опорой на малочисленную группу вооружённых сторонников, слишком большое значение, которое заговорщики придавали убийству консулов, молчание по этому вопросу Цицерона, очень заинтересованного в компрометации Катилины. Существует мнение, что историю замяли благодаря вмешательству высокопоставленных лиц (в частности, Красса). Однако к началу XXI века большинство историков уверено, что «первый заговор Катилины» — это «пропагандистский и историографический миф», сконструированный уже после гибели Луция Сергия. Его создали Цицерон и Луций Манлий Торкват-младший, а позже дополнили противники Первого триумвирата.